# Merkezefendi
Merkezefendi là một huyện thuộc tỉnh Denizli, Thổ Nhĩ Kỳ., mật độ 36 người/km².